# زولوتشيف
زولوتشيف (Золочів) هي مدينة في مقاطعة لفيفسكا في أوكرانيا.
يبلغ عدد سكانها حوالي 23467 نسمة.

## أعلام
- رولد هوفمان
- أندريه غوسين
- نفتالي هرتس إيمبر